# Madame Parisse
Pour les articles homonymes, voir Parisse.
Madame Parisse est une nouvelle de Guy de Maupassant, parue en 1886.

## Historique
Madame Parisse est une nouvelle initialement publiée dans le quotidien Gil Blas du 16 mars 1886, puis dans le recueil  La Petite Roque.

## Résumé
En regardant Antibes au soleil couchant, M. Martini raconte au narrateur l'histoire de Mme Parisse pour qui un officier fit fermer et garder toute une nuit les portes de la ville.

## Éditions
- Gil Blas, 1886
- La Petite Roque, recueil paru en 1886 chez l'éditeur Victor Havard.
- Maupassant, Contes et Nouvelles, tome II, texte établi et annoté par Louis Forestier, éditions Gallimard, Bibliothèque de la Pléiade, 1979.

## Lire
Lien vers la version de Madame Parisse dans le recueil La Petite Roque 